# Jatraniwka
Jatraniwka (ukr. Ятранівка) – wieś na Ukrainie, w obwodzie czerkaskim, w rejonie humańskim. W 2001 liczyła 2604 mieszkańców, wśród których 2310 jako ojczysty język wskazało ukraiński, 274 rosyjski, 10 mołdawski, 1 białoruski, 1 ormiański, 1 gagauski, 5 romski, a 2 inny.